# 백승헌 (축구 선수)
백승헌(2005년 1월 11일~)은 대한민국의 축구 선수로, 포지션은 공격수이다. 현재 K리그1의 제주 유나이티드 소속이다.